# Хуан Шень
Хуан Шень (黃慎, 1687 —1772) — китайський художник та каліграф часів династії Цін, представник ґуртка «Вісім диваків з Янчжоу».

## Життєпис
Народився 1687 року у м. Ніньхуа (провінція Фуцзянь). Походив з бідної родини. Рано втратив батька. На початку своєї кар'єри він вивчав портретну живопис під керівництвом відомого художника Шангуань Чжоу. Хуан Шень з матір'ю перебрався в Янчжоу в 1727 році. Три роки опісля він відвіз її назад в Фуцзянь. оскільки атмосфера в Янчжоу була їй не по душі. У 1730–1734 роках провів у Ніньхуа, а потім повернувся до Янчжоу. Після цього до кінця життя він мешкав тут, померши у 1772 році.

## Творчість
Хуан Шень писав у швидкому й потужному стилі. Спеціалізувався у зображення людей, сцен з простого життя, історичних подій. Якось раз на живописця нахлинуло натхнення коли він йшов по вулиці. Забігши в найближчу лавку і позичивши папір, він тут же почав малювати. Уявлення про нього дають роботи «Рибалка» та «Чжун Куй», які зберігаються в музеї Гугун в Пекіні. Художник зобразив одяг рибалки, немов писав ієрогліфи рукописним шрифтом, це виглядає подібно старому написанню ієрогліфів у стилі, що застосовувався для печаток. Знавці мистецтва уподібнюють його стиль — м'який та водночас переконливий, що буяє варіаціями — «старому, в'юнкому плющу, який переплітається один з одним». У цьому він неповторний і зовсім відмінний від У Вея і Чень Хуншоу часів династії Мін, які для подібних цілей використовували «штрихову лінію».
Будучи багатосторонньо обдарованою людиною, він однаково майстерно писав вірші, роботи з каліграфії та живопису.